# Épée
Lo Épée è stato un cacciatorpediniere della Marine nationale, appartenente alla classe Le Hardi

## Storia
Entrò in servizio nel 1940 e il suo nome fu cambiato dal governo di Vichy, il 1º aprile 1941, in quello di L'Adroit. 
Il 27 novembre 1942, in seguito all'occupazione tedesca dei territori della Francia di Vichy, si autoaffondò a Tolone insieme al resto della flotta francese per evitare la cattura: nell'autoaffondamento la nave si posò sul fondale sbandando sul lato di dritta, lasciando emergenti le sovrastrutture e l'armamento. 
Fu tuttavia ritenuta riparabile e venne dunque recuperata nel corso del 1943. Incorporato nella Regia Marina come FR 33, il cacciatorpediniere fu sottoposto a Tolone a lavori di ricostruzione, durante i quali fu peraltro dotato di armamento antisommergibile (2 lanciabombe e 2 scaricabombe di profondità). 
Tuttavia i lavori si protrassero a lungo, anche per via della gravità dei danni da riparare, e l’FR 33 non divenne di fatto mai operativo: il 9 settembre 1943, infatti, alla proclamazione dell'armistizio, l'unità era ancora ai lavori a Tolone e lì cadde in mano alle truppe tedesche.
Nell'agosto 1944, con la liberazione di Tolone, il relitto dell’FR 33 tornò in mano agli Alleati, ma era così malridotto che venne demolito nel corso di quello stesso anno.